# Balistokardiografia
Balistokardiografia (bkg) – nieinwazyjna metoda diagnostyczna, stosowana do rejestrowania mechanicznej czynności serca. Metoda opiera się na rejestracji ruchów ciała wywołanych skurczami mięśnia sercowego – zgodnie z III zasadą dynamiki występuje odrzut ciała w kierunku przeciwnym do wyrzucanej krwi przez serce. Balistokardiogram pokazuje kierunek oraz przyspieszenie tego ruchu odrzutowego.
Początki balistokardiografii wiążą się z pracami Isaaca Starra.

## Załamki
Zapis badania balistokardiograficznego ma postać krzywej, której załamki odpowiadają poszczególnym składowym ewolucji serca. Załamki bkg oznacza się literami H, I, J, K, L, M, N i O; skierowane ku górze wskazują na odrzut w kierunku głowy, natomiast skierowane w dół na odrzut w kierunku nóg. Załamki H, J, L, N są dodatnie, natomiast I, K, M, O ujemne.